# Peter Chernin

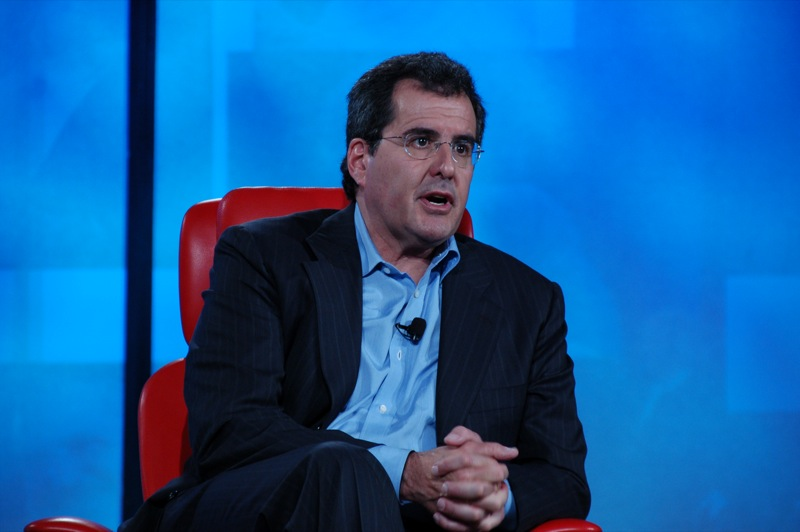
Peter Chernin im Jahr 2007

Peter Chernin (* 29. Mai 1951 in Harrison, New York) ist ein US-amerikanischer Filmproduzent, Unternehmer und CEO seiner im Jahr 2010 gegründeten Firma The Chernin Group.

## Leben
Peter Chernin wurde in Harrison im Westchester County geboren. Er ist jüdischer Abstammung. Chernin machte seinen Bachelor of Arts in Englische Literatur an der University of California, Berkeley. Er ist verheiratet und Vater von drei Kindern.
Von 1996 bis 2009 war er als Chief Operating Officer bei der News Corporation tätig. Unter seine Führung produzierte 20th Century Fox die beiden erfolgreichsten Film aller Zeiten, Titanic und Avatar – Aufbruch nach Pandora. Im Anschluss gründete Chernin seine eigene Firma, The Chernin Group.
Seit seinem Ausstieg bei der News Corporation beteiligt er sich auch direkt als Filmproduzent einiger Werke. So war er für die Filme Planet der Affen: Prevolution, Taffe Mädels, Planet der Affen: Revolution, The Drop – Bargeld, Exodus: Götter und Könige und Die Insel der besonderen Kinder als Produzent verantwortlich. Bei der Oscarverleihung 2017 erhielt er gemeinsam mit Donna Gigliotti, Jenno Topping, Pharrell Williams und Theodore Melfi eine Nominierung in der Kategorie bester Film für den Film Hidden Figures – Unerkannte Heldinnen, die Auszeichnung ging aber an die Konkurrenz.

## Filmografie (Auswahl)
Filmproduzent
- 2011: Planet der Affen: Prevolution (Rise of the Planet of the Apes)
- 2012: Die Bestimmer – Kinder haften für ihre Eltern (Parental Guidance)
- 2012: Oblivion
- 2013: Taffe Mädels (The Heat)
- 2014: Planet der Affen: Revolution (Dawn of the Planet of the Apes)
- 2014: The Drop – Bargeld (The Drop)
- 2014: St. Vincent
- 2014: Exodus: Götter und Könige (Exodus: Gods and Kings)
- 2015: Spy – Susan Cooper Undercover (Spy)
- 2016: Mike and Dave Need Wedding Dates
- 2016: Die Insel der besonderen Kinder (Miss Peregrine’s Home for Peculiar Children)
- 2016: Hidden Figures – Unerkannte Heldinnen (Hidden Figures)
- 2017: Mädelstrip (Snatched)
- 2017: Planet der Affen: Survival (War for the Planet of the Apes)
- 2017: Zwischen zwei Leben – The Mountain Between Us (The Mountain Between Us)
- 2017: Greatest Showman (The Greatest Showman)
- 2018: Red Sparrow
- 2019: Tolkien
- 2019: Le Mans 66 – Gegen jede Chance (Ford v Ferrari)
- 2019: Spione Undercover – Eine wilde Verwandlung (Spies in Disguise)
- 2020: Underwater – Es ist erwacht (Underwater)
- 2021: Fear Street – Teil 1: 1994 (Fear Street Part One: 1994)
- 2021: Fear Street – Teil 2: 1978 (Fear Street Part Two: 1978)
- 2021: Fear Street – Teil 3: 1666 (Fear Street Part Three: 1666)
- 2022: Schlummerland (Slumberland)
- 2023: Luther: The Fallen Sun
- 2023: Dicks: Das Musical (Dicks: The Musical)
- 2025: Back in Action
- 2025: Fear Street: Prom Queen

Executive Producer
- 2011: Terra Nova (Fernsehserie)
- 2011–2012: Breakout Kings (Fernsehserie)
- 2011–2017: New Girl (Fernsehserie)
- 2012–2013: Touch (Fernsehserie)
- 2019: See – Reich der Blinden (Fernsehserie)